# 山田利雄
山田 利雄（やまだ としお、1910年9月28日 - 2001年10月）は、日本の政治家・元地方公務員。北海道江別市長（1971年 - 1983年）。北海道網走郡美幌町出身。明治大学専門部商科（後の明治大学商学部）卒業。

## 来歴

### 出生から終戦を迎えるまで
美幌町の造材屋に生まれるが、早くに父を亡くす。小学校は網走で終えた。
自治講習所で学んだあと、小清水村役場にて4年間勤務する。
それから、東京で新聞販売店を経営していた兄を頼って上京し、1938年（昭和13年）に明治大学商科専門部を卒業した。
芝浦マツダ製作所（後の東芝）の経理として就職し、神戸の子会社に出向するなどしたが、1945年（昭和20年）に故郷近くの湧別町に疎開。太平洋戦争終結後は、湧別定温倉庫の支配人を務めた。

### 江別市での活動
薬剤師の資格を持つ妻の恵美子のおじが江別市にいたことから、1948年（昭和23年）に江別へ転居して薬局を営み、商工会議所の議員にもなった。
知人の推薦を受けて1955年（昭和30年）、江別市議会議員に立候補し、当選。「経理がわかるから」という理由で監査委員に就けられた。
1957年（昭和32年）、江別市収入役を6期務めた長沢武の辞任に伴い、古田島薫平市長（当時）の要請を受けて、後任の収入役となる。
1964年（昭和39年）、江別市助役に就任。1968年（昭和43年）秋からは、病気がちの松川清市長（当時）に代わって外歩きの仕事を担った。

### 江別市長へ
1970年（昭和45年）3月に松川が4選辞退を表明すると、山田は後継者候補として目されるようになり、江別市政懇話会の推薦のほか、地元の名士たる町村金五の同意も得た。
ところが同年10月21日、自民党支部は幹事長の泉重陽を候補に決定。北見で開かれた全道市長会に江別市長代理として出席していた山田は、帰還後にこの話を聞くと、「動き出した汽車から飛び降りるわけにはいかないから、最後まで行くよ」と述べて固い決意を示し、12月初めには助役の職も辞した。12月20日、自民党支部は判断を改め、山田を候補として認めた。
市長選において革新系の対立候補となったのは一戸正太郎だが、実は山田と一戸は家が背中合わせという近所同士であり、町内会では山田が会長、一戸が副会長を務めるという間柄でもあった。そのため町内の人々は両候補の片方だけを応援することができず、あたりは選挙運動における「真空地帯」と化したという逸話がある。
そして山田は、1971年（昭和46年）4月25日、江別市長選挙に当選し、江別市長となった。以後3期12年に渡り江別市長を務めたが、1983年（昭和58年）の選挙には出馬せず勇退した。2001年死去。